# Santa Adélia (ort)
Santa Adélia är en ort i Brasilien.   Den ligger i kommunen Santa Adélia och delstaten São Paulo, i den sydöstra delen av landet, 600 km söder om huvudstaden Brasília. Santa Adélia ligger 617 meter över havet och antalet invånare är 12 585.
Terrängen runt Santa Adélia är huvudsakligen platt. Santa Adélia ligger uppe på en höjd. Santa Adélia är det största samhället i trakten.
Trakten runt Santa Adélia består till största delen av jordbruksmark. Runt Santa Adélia är det ganska tätbefolkat, med 58 invånare per kvadratkilometer.